# يوري غريغوروفيتش
يوري نيقولايفيتش غريغوروفيتش (الروسية: Ю́рий Никола́евич Григоро́вич: من مواليد 2 يناير 1927، لينينغراد، اتحاد الجمهوريات الاشتراكية السوفيتية – 19 مايو 2025) هو راقص ومصمم رقصات باليه سوفيتي وروسي، يعتبر أحد أبرز مصممي الرقصات في القرن العشرين، مؤلف ثمانية عروض باليه، بالتعاون مع الفنان سيمون فيرسالادزه أشهرها نسخة باليه "بحيرة البجع"، بالإضافة إلى إصدارات جميع عروض الباليه الكلاسيكية تقريبًا التي تشكل أساس مسرح البولشوي.
ولد في عائلة مرتبطة برقص الباليه الإمبراطورية الروسية. تخرج من مدرسة لينينغراد للرقص عام 1946 ورقص كراقص منفرد في باليه مارينسكي حتى عام 1962. وقد أكسبه عرضه باليه قصة الزهرة الحجرية لسيرغي بروكوفييف عام 1957 وأسطورة الحب (1961) شهرة كمصمم رقص. في عام 1964 انتقل إلى مسرح البولشوي، حيث عمل كمدير فني حتى عام 1995. كانت أشهر إنتاجاته في البولشوي هي كسارة البندق عام 1966، وسبارتاكوس (1967)، وإيفان الرهيب (1975). أعاد صياغة بحيرة البجع بشكل مثير للجدل لإنتاج نهاية سعيدة للقصة في عام 1984. ترأس لجان التحكيم في العديد من المسابقات الدولية في الباليه الكلاسيكي عام 1995، بعد وفاة زوجته راقصة الباليه العظيمة ناتاليا بيسميرتنوفا في 19 فبراير 2008 عُرضت عليه فرصة العودة إلى البولشوي مرة أخرى بصفته أستاذًا ومصمم رقصات.
حصل على عدة جوائز تقديرية منها بطل العمل الاشتراكي (1986)، فنان الشعب في اتحاد الجمهوريات الاشتراكية السوفياتية عام 1973، جائزة لينين عام 1970، جائزتي دولة لاتحاد الجمهوريات الاشتراكية السوفياتية عامي 1977، 1985، وجائزة الدولة للاتحاد الروسي عام 2017، وجائزتين حكومة الاتحاد الروسي عامي 2002، 2011. فارس وسام القديس الرسول أندرو الأول (2017)، ووسام "من أجل الاستحقاق للوطن" من الدرجة الأولى والثانية والثالثة ووسام لينين عامي 1976، 1986.